# Dysauxes punctata
Dysauxes punctata és una papallona nocturna de la subfamília Arctiinae i la família Erebidae.
Va ser descrita per Fabricius el 1781.
Es troba a França, Portugal, Espanya, Suïssa, Àustria, Itàlia, Croàcia, Bòsnia i Hercegovina, Macedònia del Nord, Grècia, Turquia, Romania, Ucraïna, Rússia i Àfrica del nord.
L'envergadura alar és de 20–22 mm.

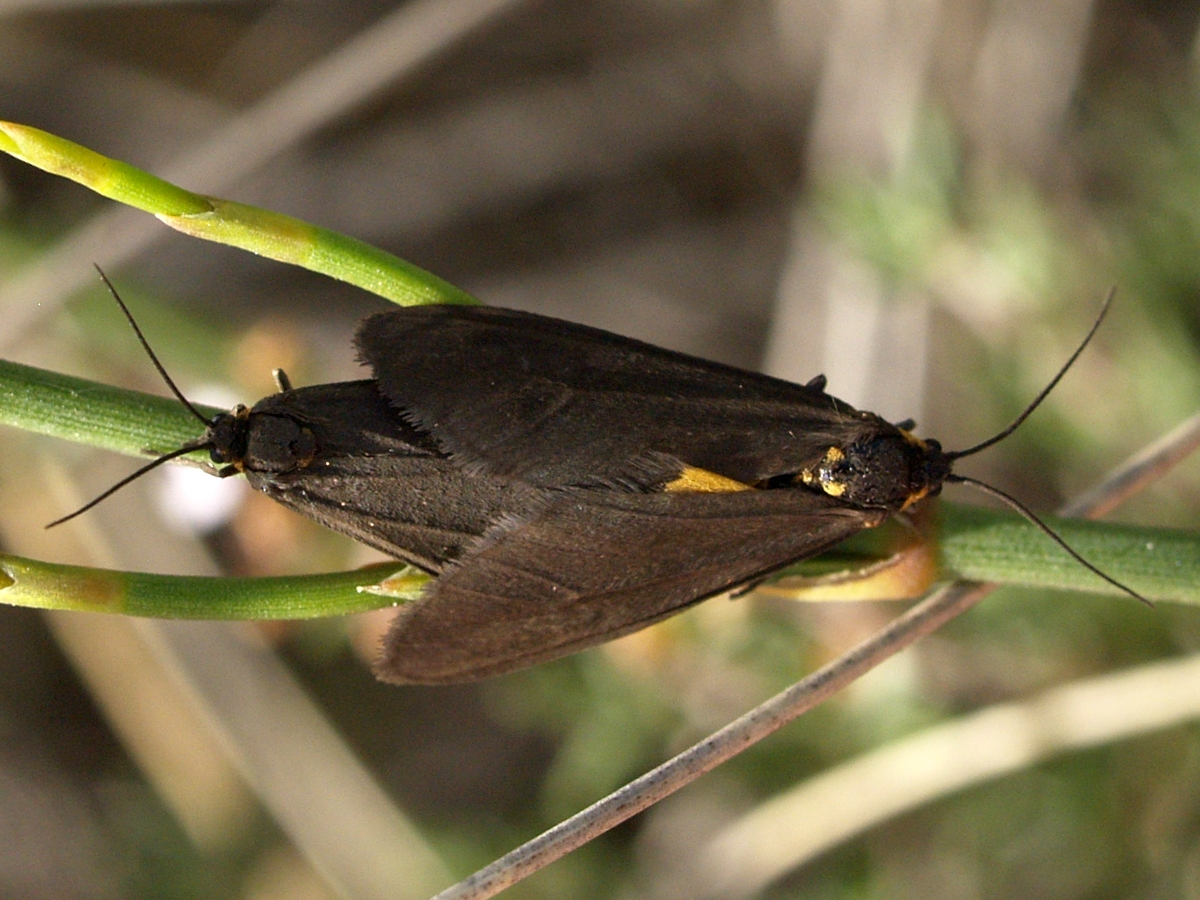
Dysauxes punctata còpula

Els adults volen de maig a mitjans de setembre en dues generacions per any.
Les larves són polífagues i s'alimenten de plantes que creixen baixes, incloent espècies deTaraxacum, Senecio, Plantago i Lactuca.